# Žirov
Žirov település Csehországban, a Pelhřimovi járásban. Žirov Velký Rybník, Zachotín és Pelhřimov településekkel határos. Lakosainak száma 94 fő (2024. január 1.).

## Népesség
A település lakosságának változását az alábbi diagram mutatja:
| Lakosok száma | 297  | 250  | 187  | 161  | 92   | 72   | 76   | 84   | 84   | 94   |
|               | 1869 | 1900 | 1921 | 1961 | 1980 | 2011 | 2016 | 2019 | 2021 | 2024 |